# Anton Saefkow

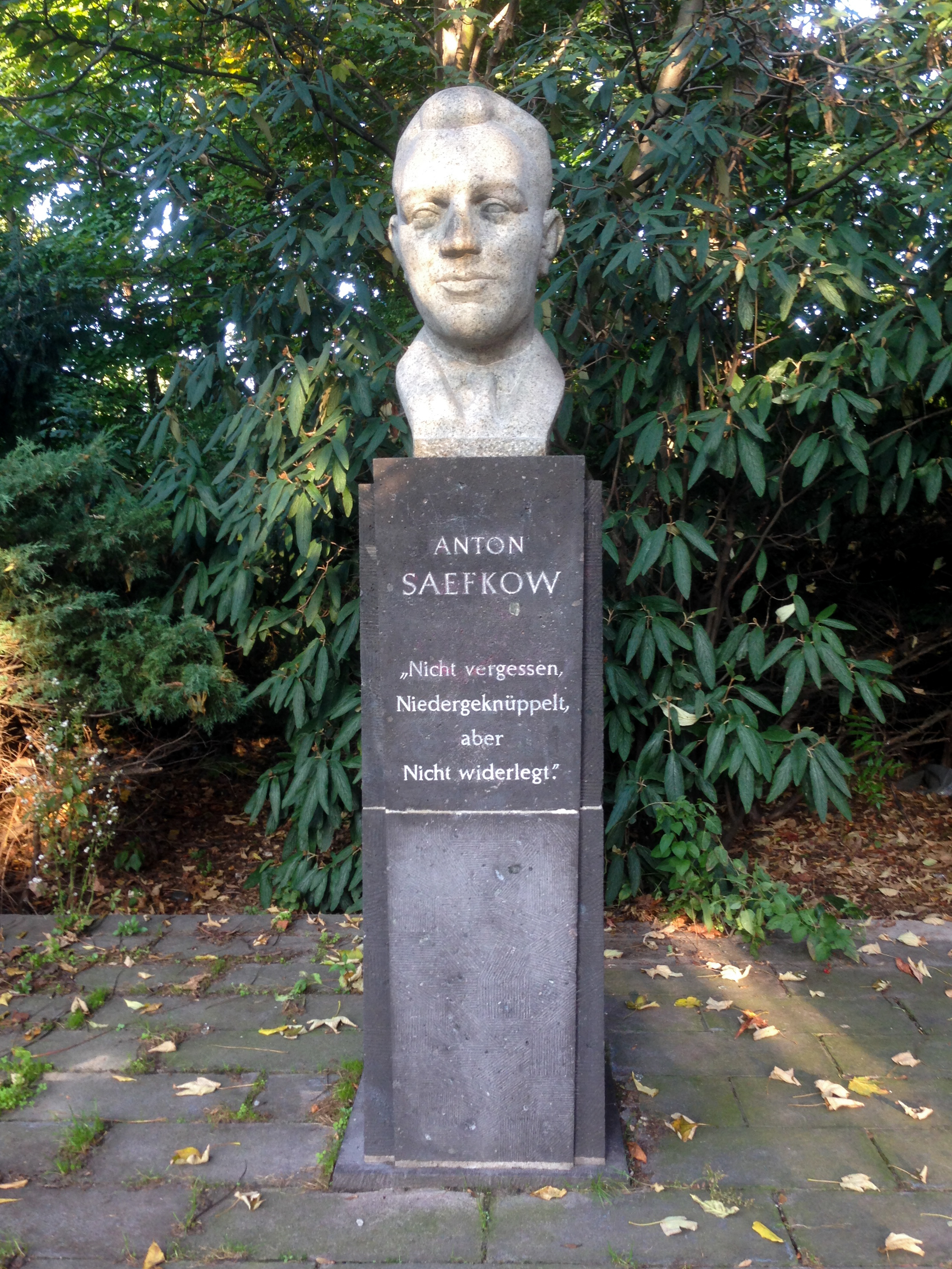
Anton-Saefkow-Büste

Anton Emil Hermann Saefkow (* 22. Juli 1903 in Berlin; † 18. September 1944 in Brandenburg an der Havel) war ein deutscher Kommunist und Widerstandskämpfer gegen den Nationalsozialismus.

## Leben
Saefkow wurde in der Wohnung seiner Eltern, des Schneiders Anton Saefkow und dessen Ehefrau Fanny geb. Ludwig in der Alten Jakobstraße 69 geboren. Er schloss sich als Schlosserlehrling 1920 dem Kommunistischen Jugendverband Deutschlands (KJVD) an, in dessen Berliner Leitung er 1922 aufrückte. Seit 1923 gehörte er dem Zentralkomitee des KJVD an. 1924 trat er der Kommunistischen Partei Deutschlands (KPD) bei. Bereits 1927 wurde er KPD-Sekretär in Berlin, dann in Dresden. Von 1929 bis 1932 leitete er die Gewerkschaftsarbeit des KPD-Bezirks Ruhr und war Leiter der RGO im Ruhrgebiet. 1932 wurde er Politischer Leiter des KPD-Bezirks Wasserkante. Im Dezember 1932 heiratete er in zweiter Ehe in Hamburg die RGO-Sekretärin Theodora "Thea" Brey.
Von April 1933 bis April 1934 sperrten ihn die Nationalsozialisten in das KZ Fuhlsbüttel, danach für zweieinhalb Jahre ins Zuchthaus Fuhlsbüttel wegen „Vorbereitung zum Hochverrat“. 1936 folgte seine Internierung im KZ Dachau. Dort war er zusammen mit anderen kommunistischen Gefangenen an Schulungen der „Roten Hilfe“ und einer illegalen Gedächtnisfeier für Etkar André beteiligt. Nach Denunziationen veranlasste die Staatsanwaltschaft beim Hamburger Sondergericht die Unterbrechung der Zuchthausstrafe für 25 Gefangene und lieferte sie an die Polizei aus, die sie im Polizeigefängnis Hamburg in „Schutzhaft“ nahm. Wegen der Widerstandstätigkeit im KZ Dachau verurteilte ihn das Oberlandesgericht Hamburg zu weiteren 30 Monaten, die er im Zuchthaus Fuhlsbüttel und in dessen Außenlager Schülp verbrachte.
Im Juli 1939 wurde er aus der Haft entlassen; bald wurde er wieder illegal tätig. Er ließ sich von Thea Saefkow scheiden und heiratete 1941 Anna Thiebes (Änne). Nachdem Mitte 1941 der Überfall auf die Sowjetunion begonnen hatte, baute er in Berlin die größte Widerstandsgruppe der KPD auf, die Operative Leitung der KPD. 1944 leitete er zusammen mit Bernhard Bästlein und Franz Jacob die Gruppe, die in Berliner Rüstungsbetrieben gegen den Krieg agitierte und zu Sabotageaktionen aufrief. Im April 1944 nahm der Sozialdemokrat Adolf Reichwein Kontakt zu Saefkow auf, um die Saefkow-Jacob-Bästlein-Organisation in die Verschwörung des 20. Juli 1944 einzubinden. Diese Bestrebungen erfolgten mit Wissen und in Absprache mit Claus Schenk Graf von Stauffenberg. Am 22. Juni 1944 kam es zu einem Treffen der Kommunisten mit Reichwein und Julius Leber, bei dem jedoch der Gestapospitzel Ernst Rambow anwesend war. Am 4. Juli 1944 wurde Saefkow verhaftet, am 5. September zum Tode verurteilt und am 18. September durch das Fallbeil im Zuchthaus Brandenburg-Görden hingerichtet. Nach der Hinrichtung wurde sein Leichnam im Krematorium Brandenburg verbrannt.
Er hinterließ seine Frau Änne und zwei Kinder. Seine Tochter Bärbel Schindler-Saefkow (* 1943) ist Historikerin und war Vorsitzende des Deutschen Friedensrats e. V.

„Schon mit diesem Brief will ich Dir, mein Kamerad, danken für das Große und Schöne, das Du mir in unserem gemeinsamen Leben gegeben hast … Erst heute, mit diesen Zeilen, habe ich wegen der Gedanken an Euch die ersten nassen Augen nach dem Urteil. Denn das Weh, das mich zerreißen könnte, hält der Verstand zurück. Du weißt, ich bin ein kämpferischer Mensch und werde tapfer sterben. Ich wollte immer nur das Gute …“

## Ehrungen (Auswahl)

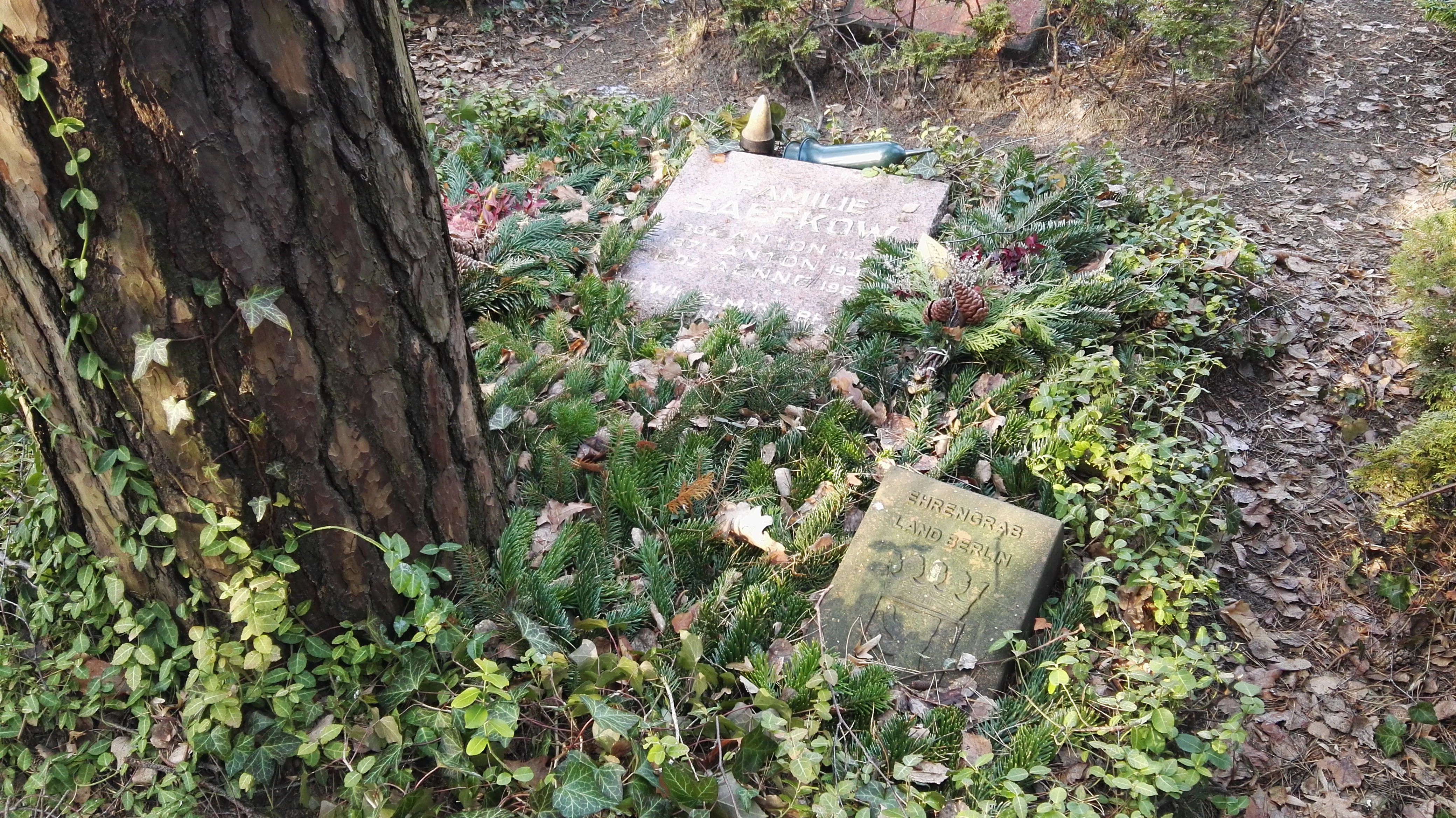
Ehrengrabstätte

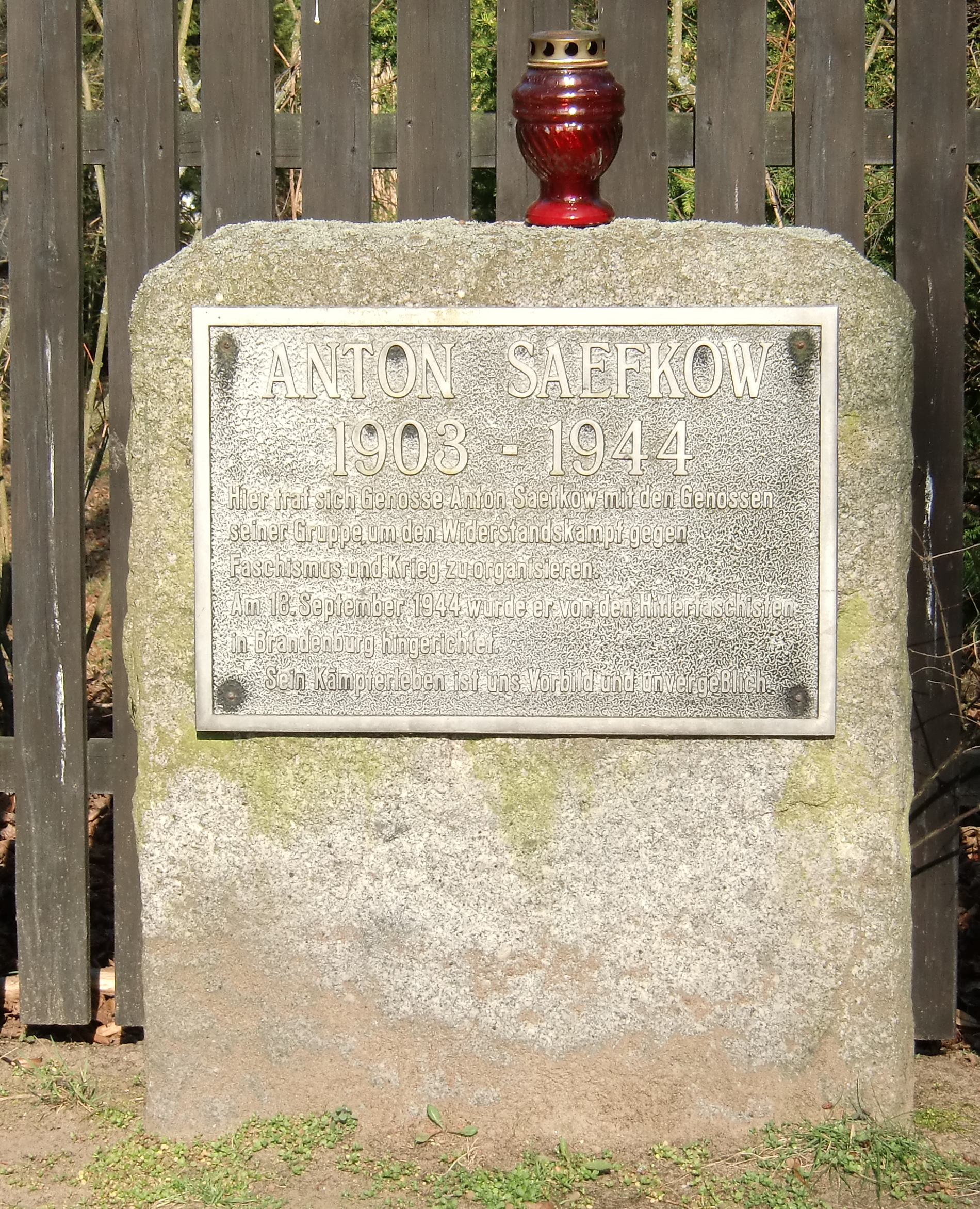
Gedenkstein in Hohen Neuendorf, Anton-Saefkow-Str. 30

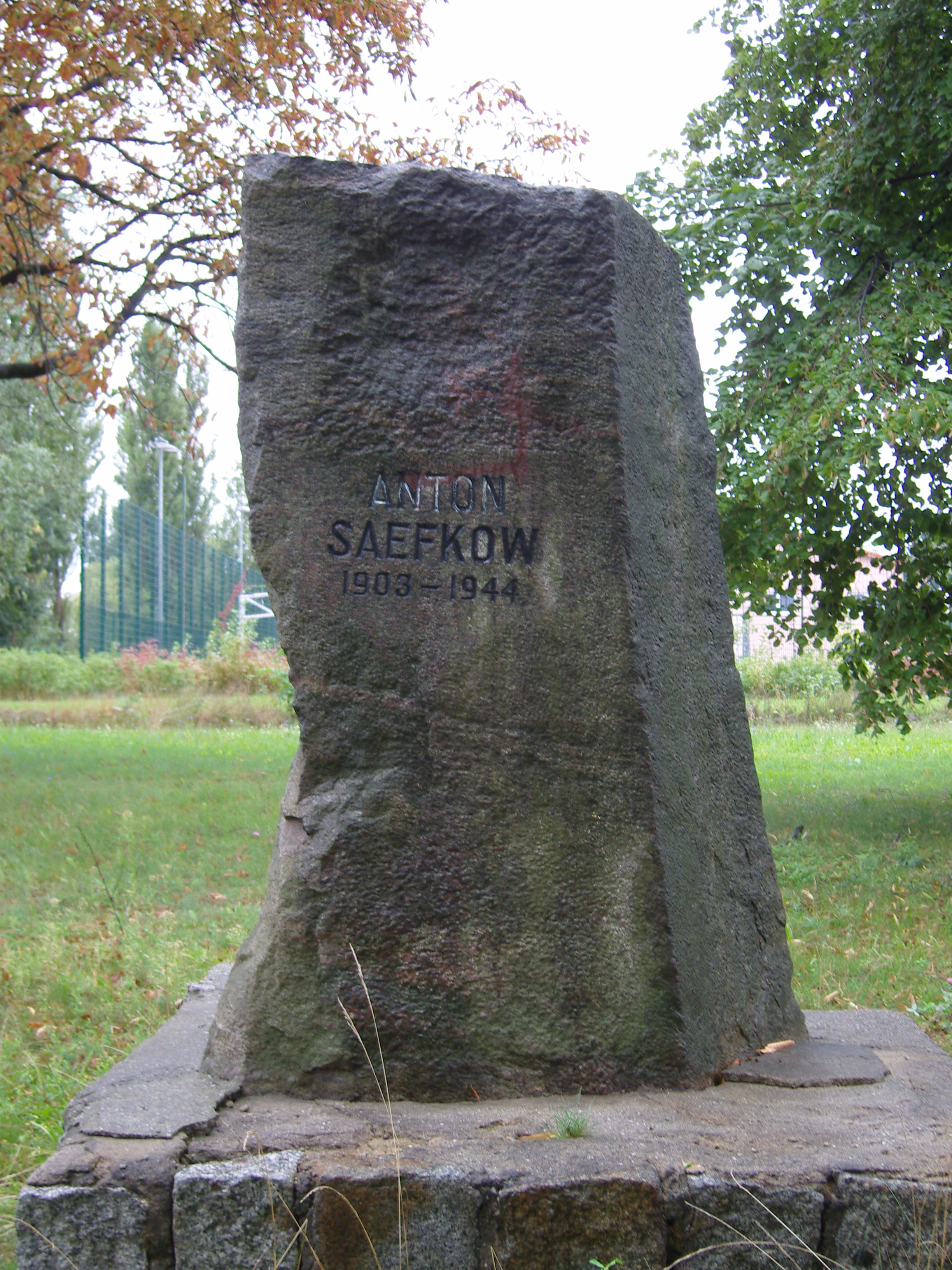
Gedenkstein in Senftenberg

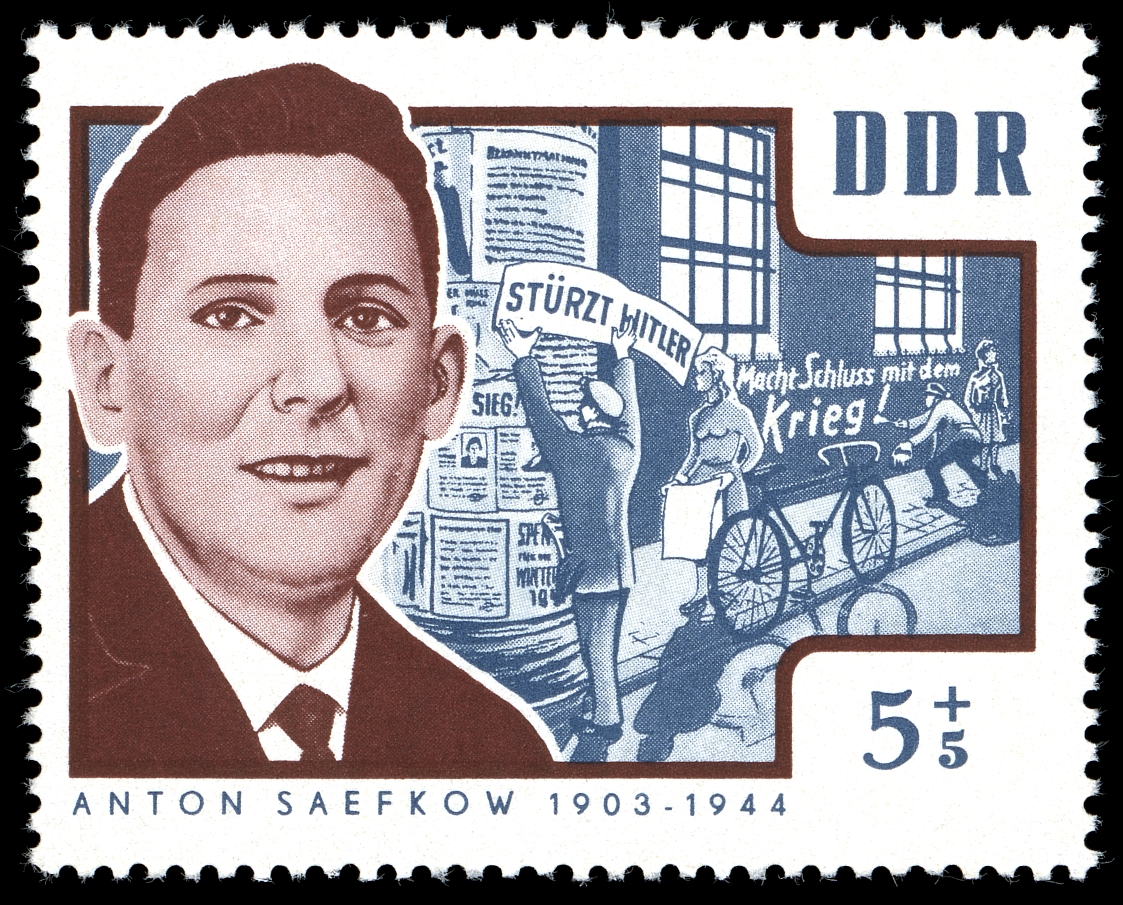
Anton Saefkow auf einer Briefmarke der DDR, 1964; in der Reihe: Zur Erhaltung der Nationalen Mahn- und Gedenkstätten (Antifaschisten und KZ-Opfer)

- Er wurde auf dem Pankower Friedhof III in Niederschönhausen (Feld UW-B-328) bestattet, das als Ehrengrab des Landes Berlin anerkannt wurde.
- In Berlin-Prenzlauer Berg wurde die Anton-Saefkow-Straße nach ihm benannt. Zwischen dieser und dem Bahngelände befindet sich seit 1955 der Volkspark Anton Saefkow, in dem eine Büste Saefkows steht.
- Die Paul-Lincke-Grundschule im Prenzlauer Berg, Pieskower Weg 39 hieß bis 1990 2. POS „Anton und Aenne Saefkow“.[8]
- Am 2. Februar 1975 erhielt ein Platz im Ortsteil Berlin-Fennpfuhl den Namen Anton-Saefkow-Platz. Im selben Wohngebiet wurden auch andere Widerstandskämpfer wie Franz Jacob und Bernhard Bästlein mit Straßenbenennungen geehrt. Das zuständige Bezirksamt ließ von dem Künstler Jürgen Pansow eine Büste des Kommunisten anfertigen. Auch wurde die nach Saefkow benannte Lichtenberger Bezirksbibliothek eingeweiht, in der diese Büste zeitweise aufgestellt war.
- Die Nationale Volksarmee der DDR benannte ein Mot-Schützen-Regiment (MSR 23) in Bad Salzungen nach ihm.
- In Brandenburg an der Havel ist die Straße vor der Justizvollzugsanstalt Brandenburg in Anton-Saefkow-Allee benannt. Er ist im Ehrenmal für die im Zuchthaus Brandenburg-Görden hingerichteten antifaschistischen Widerstandskämpfer herausragend erwähnt. Weiterhin existierte in der DDR eine Polytechnische Oberschule (POS) Anton Saefkow im Stadtteil Görden.
- In Senftenberg trug zu DDR-Zeiten die heutige Dr.-Otto-Rindt-Oberschule in der Calauer Straße den Namen POS III Anton Saefkow. Auf dem Schulhof befindet sich ein Gedenkstein.
- In Berlin-Lichtenberg gab sich 1983 zu seinen Ehren die Sportgemeinschaft (SG) den Namen Anton Saefkow 83 e. V. Sie hat sich dem Freizeit- und Breitensport verschrieben.[9]
- In Wismar (Mecklenburg-Vorpommern) wurde eine Straße im Stadtteil Wendorf nach ihm benannt.
- In Neubrandenburg (Mecklenburg-Vorpommern) wurde eine Straße in der Südstadt nach ihm benannt.
- In Ludwigsfelde (Brandenburg) wurde die Straße Anton-Saefkow-Ring nach ihm benannt.
- In Dresden war zu DDR-Zeiten eine Straße nach ihm benannt; 1991 wurde sie in Mary-Wigman-Straße umbenannt.
- In Görlitz (Sachsen) wurde im Stadtteil Weinhübel eine Straße nach ihm benannt.
- In Missen (Brandenburg) trug zu DDR-Zeiten die heutige „Lindengrundschule“ den Namen POS „Anton Saefkow“.
- In Bernburg (Sachsen-Anhalt) wurde die Anton-Saefkow-Siedlung (im Volksmund: ZickZackhausen) nach ihm benannt.
- In Hohen Neuendorf (Brandenburg) erinnert ein Gedenkstein an ihn.

## Belletristik
- Emil Rudolf Greulich: Keiner wird als Held geboren. Ein Lebensbild aus dem deutschen Widerstand (aus dem Leben des kommunistischen Widerstandskämpfers Anton Saefkow) Neues Leben, Berlin 1961, DNB 451656903, ISBN 978-3-8476-1327-5 (E-Book).